# Arida, Wakayama
Arida (有田市 Arida-shi) là một thành phố thuộc tỉnh Wakayama, Nhật Bản.